# Stratesaurus
Stratesaurus là một chi thằn lằn cổ rắn, được Benson mô tả khoa học năm 2012.